# Gijs Verdick
Gijs Verdick (Laren, 23 juni 1994 – Zwolle, 9 mei 2016) was een Nederlands wielrenner die begin 2016 reed voor Cyclingteam Jo Piels. In de nacht van 2 op 3 mei 2016 kreeg Verdick twee hartaanvallen tijdens de Carpathian Couriers Race in Polen.  Op 8 mei werd hij vanuit Polen overgevlogen naar Groningen en overgebracht naar het Isala ziekenhuis in Zwolle, waar hij 9 mei overleed. Na zijn dood zijn verschillende van zijn organen gedoneerd.

## Overwinningen
2014
Nacht van Hengelo
2015
Nacht van Hengelo